# Modulacja kratowo-kodowa
Modulacja kratowo-kodowa (ang. Trellis Coded Modulation, TCM) – modulacja z kodowaniem splotowym, polegającym na zmianie fali nośnej i umożliwiającym przesyłanie przy jednej zmianie więcej niż jednego bitu informacji. Modulacja kratowo-kodowa stosowana jest w modemach, w których prędkość transmisji przekracza granicę 9600 bps (V.32).